# St Michael’s Well

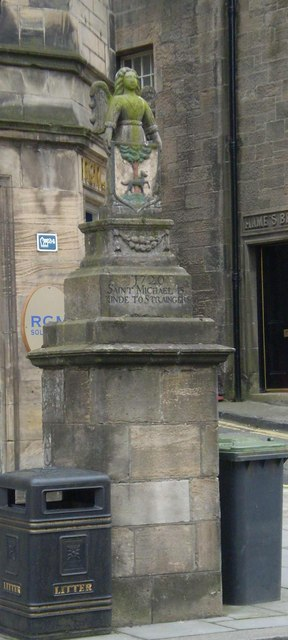
St Michael’s Well

Der St Michael’s Well ist ein Brunnen in der schottischen Stadt Linlithgow in der Council Area West Lothian. Im Jahre 1971 wurde das Bauwerk in die schottischen Denkmallisten in der höchsten Denkmalkategorie A aufgenommen.

## Beschreibung
Der aus dem Jahre 1720 stammende Brunnen befindet sich an der High Street (A803) im Zentrum von Linlithgow. Auf einem schlichten Podest aus Quadersteinen ragt ein sich verjüngender, verzierter Aufsatz auf, der mit einer Statue des Erzengels Michael schließt. Die Statue, die einen Wappenschild der Stadt hält, stammt von einem älteren Brunnen und wurde auf diesen übertragen. Unterhalb des Schildes ist das Baujahr mit der Inschrift Saint Michael is kinde to Straingers zu finden. Das Bauwerk wurde bei einem Autounfall beschädigt und der Wasserauslass danach nicht rekonstruiert, weshalb es sich heute nicht mehr um einen Brunnen handelt.